# Ceratina australensis
Ceratina australensis är en biart som först beskrevs av Perkins 1912. Den ingår i släktet märgbin, och familjen långtungebin. Inga underarter finns listade i Catalogue of Life. Arten förekommer i Australien, Papua Nya Guinea och Salomonöarna.

## Beskrivning
Som alla bin i släktet är arten ett litet bi, under 8 mm lång, med mörk grundfärg och gles behåring. Arten är påtagligt långtungad.

## Utbredning
Ceratina australensis förekommer i Australien (Queensland, New South Wales, Victoria och South Australia) samt Papua Nya Guinea och Salomonöarna Arten är den enda i sitt släkte som lever i Australien. Undersläktet (Neoceratina) förekommer annars främst i den orientaliska regionen.

## Ekologi
Som alla märgbin bygger arten sina larvbon som gångar i märgen på olika växter, hos denna art främst eldkrona, jätteverbena (båda verbenaväxter), Xanthorrhoea-arter (familjen grästrädsväxter), arter i hallonsläktet (familjen rosväxter), syskor (familjen kransblommiga växter) samt fänkål (familjen flockblommiga växter). Bogången innehåller en eller flera larvceller, var och en innehållande ett ägg och en klump av pollen och nektar, som skall tjäna som näring. Larven äter sig hela tiden uppåt genom pollenklumpen, så att spillningen alltid hamnar på bottnen och inte blandas med näringen. Arten kan både vara solitär eller social. Det största antalet bona, omkring 85 %, är solitära, de innehåller bara en hona, som både lägger ägg och sörjer för näring. De sociala bona innehåller flera honor, dels en dominant hona, dels en eller flera underordnade döttrar.
Ägget utvecklas till fullvuxet bi på omkring 5 veckor. Efter det de vuxna bina kläckts, parar de sig. Arten får vanligtvis två generationer per år: En under våren (oktober till december), och en under försommaren (januari). Till hösten, efter parningen, övervintrar honorna.